# Humboldtstraße 17 (Weimar)

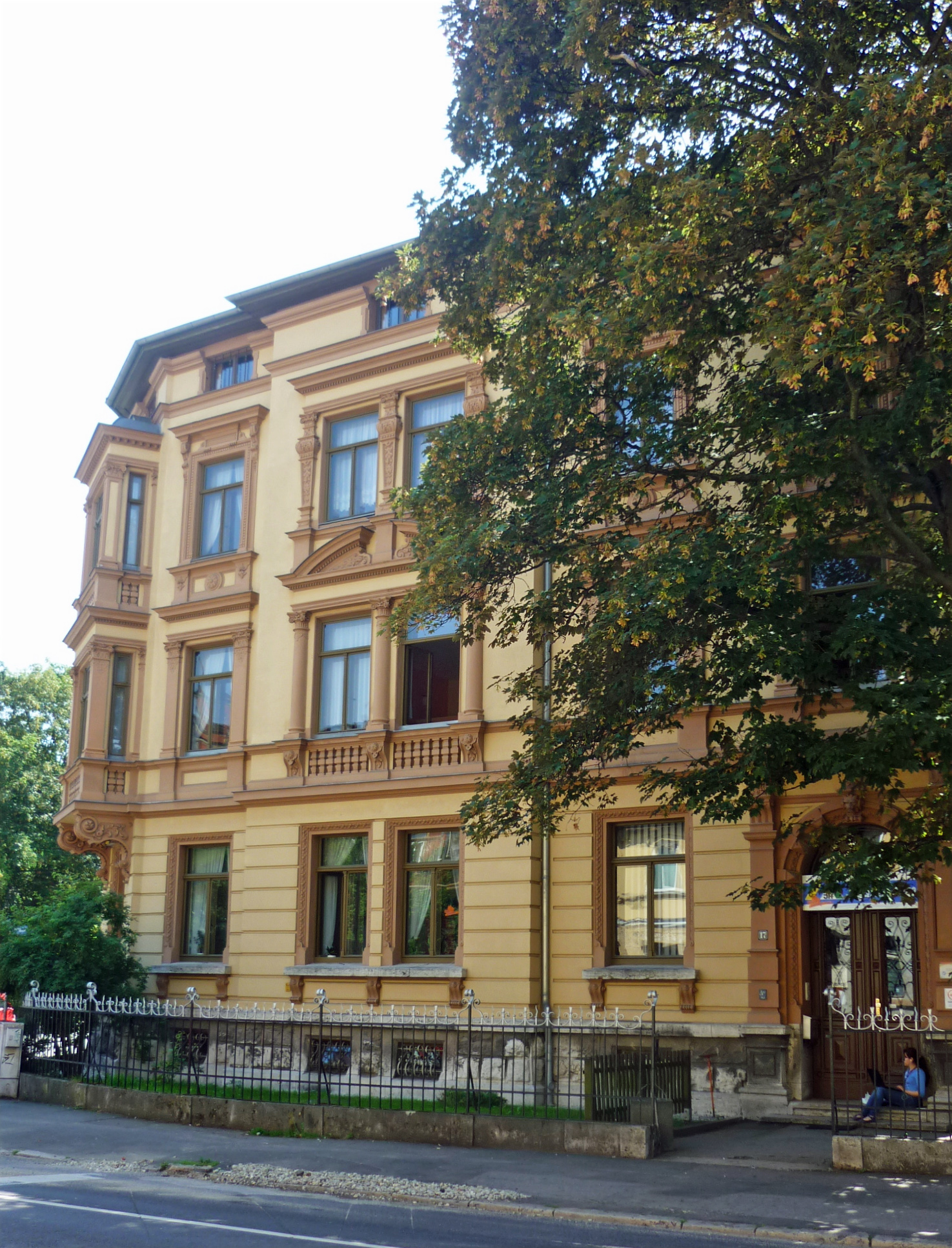
Humboldtstraße 17

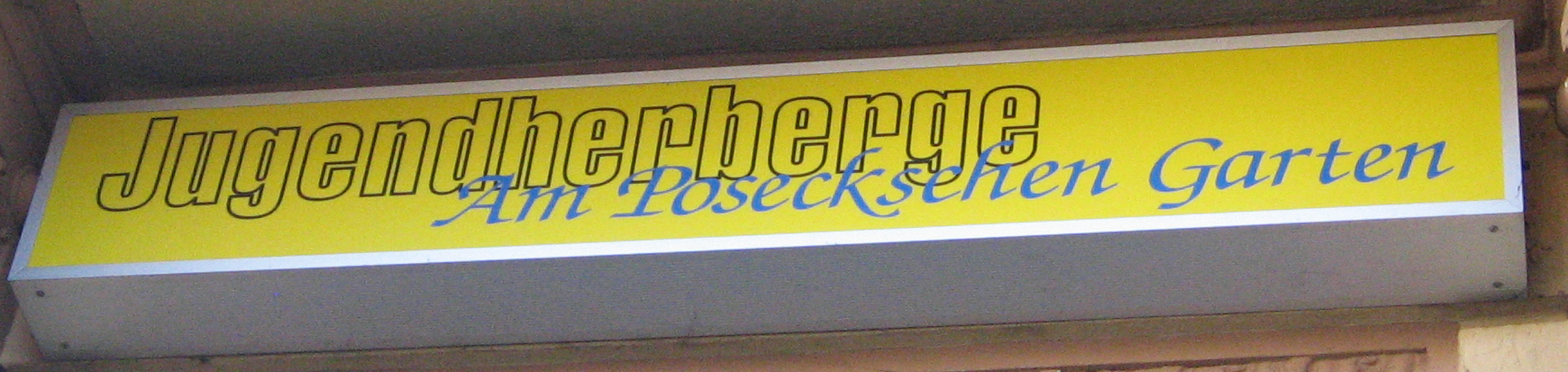
Jugendherberge Am Poseckschen Garten

Das Haus Humboldtstraße 17 in Weimar liegt an der Ecke zum Poseckschen Garten.
Es hieß ab 1953 Jugendherberge 15 und ab 1990 Jugendherberge Am Poseckschen Garten.
Das historistische mehrgeschossige Gebäude steht auf der Liste der Kulturdenkmale in Weimar (Einzeldenkmale). Es hat Formenelemente der Neorenaissance. Besonders hervorzuheben ist der Erker über dem Eingang.